# Ушакове (Севастополь)
Ушакове (крим. Uşakove, також Селище 7 км, до 1948 року — населений пункт колгоспу «Червоний Прапор») — район міста Севастополя, в Балаклавському районі.
З 7 вересня 2023 року місцевість передана до Бахчисарайського району Автономної Республіки Крим, однак, вона досі не має статусу окремого населеного пункту.
Розташований на заході району, біля східної околиці Севастополя, на 7 кілометрі Балаклавського шосе.

## Історія
У XIX столітті тут розташовувався хутір Карага́ч-Ота́р (крим. Qarağaç Otar, «В'язове пасовище»).
Вперше в документах зустрічається в Списку населених пунктів Кримської АРСР по Всесоюзному перепису 17 грудня 1926 року як хутір «на 7 версті Балаклавського шосе».
Далі згадується як населений пункт колгоспу «Червоний Прапор», у 1948 році перейменований у село Ушакове.
7 травня 1957 року село було передано у підпорядкування міській раді Севастополя і втратило статус окремого населеного пункту.
Під час першої оборони Севастополя, в районі сучасного села знаходився штаб англійських військ, тому одну з вулиць у 1991 році назвали Англійський бульвар.
2014 року після анексії Криму РФ окупаційна влада почала вважати населений пункт як окреме село.